# Ferščina
Fêrščina je zahodni nordijski oziroma zahodnoskandinavski jezik s približno 48.000 govorci na Ferskih otokih in okrog 25.000 na Danskem, se pravi skupno približno 80.000. Poleg islandščine je eden dveh izoliranih skandinavskih jezikov, izvirajočih iz stare norveščine, ki so jo v Skandinaviji govorili v vikinški dobi.
Do 15. stoletja je ferščina imela podoben pravopis kot islandščina in norveščina. Po reformaciji so jo vladajoči Danci pregnali iz šol, cerkev in uradnih dokumentov - mest, ki v pretežno nepismenem okolju omogočajo preživetje jezika. Ferci so jezik še nadalje uporabljali v baladah, ljudskih povestih in v vsakdanjem življenju. To je vzdrževalo bogato tradicijo govorjenega jezika, ki pa se 300 let ni odražala v pisani obliki.
Kot pisan jezik sodobna ferščina obstaja od leta 1854, ko je Venceslaus Ulricus Hammershaimb objavil njeno slovnico. Imel je priložnost ustvariti fonetično pravilen pravopis, kot v primeru valižanščine, a je ni izkoristil, saj se je držal dolgotrajne tradicije stare norveščine.
Zaradi zapletenosti Hammershaimbove slovnice se je pojavila še ena, ki jo je napisal Jakob Jakobsen. Čeprav je bila bližja govorjenemu jeziku, je ljudstvo nikdar ni sprejelo. 
Leta 1937 je ferščina zamenjala danščino na mestu uradnega jezika Ferskih otokov.

## Abeceda
Fersko abecedo sestavlja 29 črk:
A, Á, B, D, Đ, E, F, G, H, I, Í, J, K, L, M, N, O, Ó, P, R, S, T, U, Ú, V, Y, Ý, Æ, Ø

### Števniki
| Številka | ferščina          |
| -------- | ----------------- |
| 0        | null              |
| 1        | eitt              |
| 2        | tvey              |
| 3        | trý               |
| 4        | fýra              |
| 5        | fimm              |
| 6        | seks              |
| 7        | sjey              |
| 8        | átta              |
| 9        | níggju            |
| 10       | tíggju            |
| 11       | ellivu            |
| 12       | tólv              |
| 13       | trettan           |
| 14       | fjúrtan           |
| 15       | fimtan            |
| 16       | sekstan           |
| 17       | seytjan           |
| 18       | átjan             |
| 19       | nítjan            |
| 20       | tjúgu             |
| 21       | einogtjúgu        |
| 22       | tveyogtjúgu       |
| 30       | tredivu, tríati   |
| 40       | fjøruti, fýrati   |
| 5        | hálvtrýss, fimmti |
| 60       | trýss, seksti     |
| 70       | hálvfjers, sjeyti |
| 80       | fýrs, áttati      |
| 90       | hálvfems, níti    |
| 100      | hundrað           |
| 1000     | (eitt) túsund     |